# Ectopatria ochroleuca
Ectopatria ochroleuca är en fjärilsart som beskrevs av Oswald Beltram Lower 1902. Ectopatria ochroleuca ingår i släktet Ectopatria och familjen nattflyn. Inga underarter finns listade i Catalogue of Life.